# Kiczora (Gorce)
Kiczora (1282 m) – trzeci co do wysokości szczyt w Gorcach, położony na wschód od Turbacza i oddzielony od niego Przełęczą Długą. Znajduje się w odległości około 250 m na południe od położonego w Paśmie Gorca zwornikowego szczytu Trzy Kopce. Od szczytu tego poprzez Kiczorę do Przełęcz Knurowskiej biegnie boczny grzbiet łączący Pasmo Gorca z Pasmem Lubania. Grzbiet ten oddziela dolinę Łopuszanki od doliny Furcówki.
Nazwa Kiczora jest wołoskiego pochodzenia i oznacza zalesioną górę. Wymienia ją w 1810 r. Stanisław Staszic pod nazwą Kiczorski Gruń. Seweryn Goszczyński, który na niej bywał pisał, że nazwana jest Kiczora lub Ciaski. Dawniej szczyt Kiczory był kapitalnym punktem widokowym, na polance stała tutaj drewniana wieża obserwacyjna. Obecnie jest całkowicie zarośnięty górnoreglowym lasem świerkowym. Doskonałym natomiast punktem widokowym jest znajdująca się po południowo-wschodniej stronie szczytu Hala Młyńska.
W lesie na zachodnim zboczu południowego ramienia Kiczory znajduje się skały Turnice, a w nich największe zgrupowanie jaskiń w Gorcach. Są tu m.in. Tęczowa Jama, Jaskinia Goszczyńskiego, Przepastna Jama, Jaskinia Łopuszańska, Jaskinia Kiczorska i Szczelina za Płytą.
Kiczora znajduje się na obszarze Gorczańskiego Parku Narodowego. W jej dzikich leśnych ostępach kilkakrotnie znajdowano tropy niedźwiedzia, a na początku lat 90. nawet jego gawrę. Botanicy znaleźli na szczycie Kiczory oraz na grzbiecie łączącym ją z Jaworzynką rzadki w Polsce gatunek rośliny – turzycę skąpokwiatową.
Przez Kiczorę biegnie granica między wsiami Łopuszna i Ochotnica Górna w powiecie nowotarskim, województwie małopolskim.

## Szlaki turystyki pieszej
Główny Szlak Beskidzki, odcinek: Przełęcz Knurowska – Karolowe – Rąbaniska – Zielenica – Hala Nowa – Hala Młyńska – Kiczora – Trzy Kopce – Polana Gabrowska – Hala Długa – Turbacz. Odległość 8,5 km, suma podejść 610 m, suma zejść 140 m, czas przejścia 3 godz., z powrotem 2 godz. 5 min.
 Łopuszna (Chłapkowa) – Chowańcowa – Srokówki – Jankówki – skrzyżowanie z czerwonym szlakiem przy polanie Rąbaniska. Odległość 4,1 km, suma podejść 490 m, czas przejścia około 2:20 h, ↓ 1:45 h.

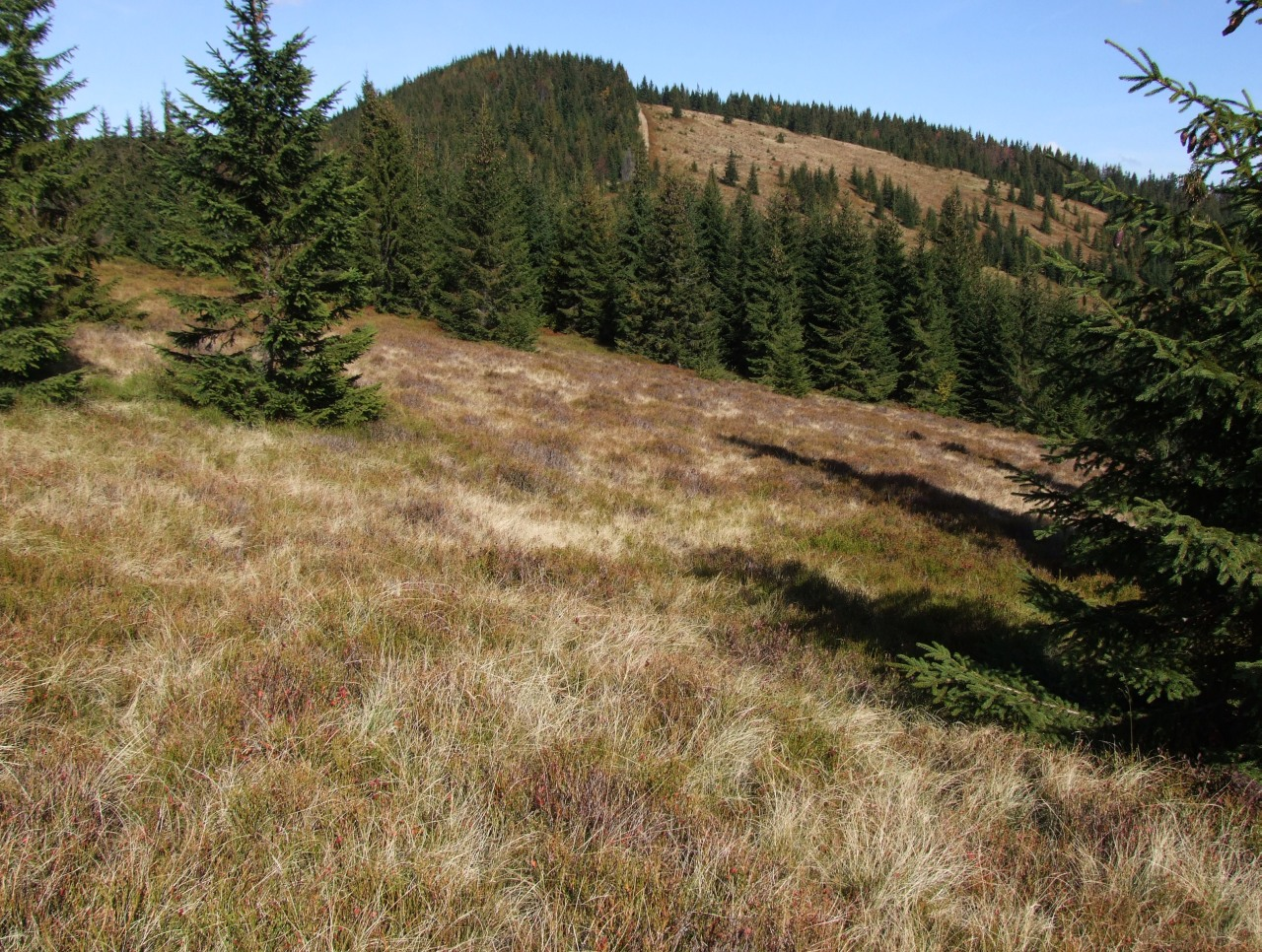
Szczyt Kiczory z Halą Młyńską. Poniżej polana Cioski